# グレッツァーナ
グレッツァーナ（伊: Grezzana）は、イタリア共和国ヴェネト州ヴェローナ県にある、人口約11,000人の基礎自治体（コムーネ）。

## 地理

### 位置・広がり

#### 隣接コムーネ
隣接するコムーネは以下の通り。
- ボスコ・キエザヌオーヴァ
- チェッロ・ヴェロネーゼ
- エルベッツォ
- ネグラール・ディ・ヴァルポリチェッラ
- ロヴェレー・ヴェロネーゼ
- サンタンナ・ダルファエード
- ヴェローナ

### 気候分類・地震分類
気候分類では、zona E, 2468 GGに分類される。
また、イタリアの地震リスク階級 (it) では、zona 2 (sismicità media) に分類される。

## 行政

### 分離集落
グレッツァーナには、以下の分離集落（フラツィオーネ）がある。
- Alcenago, Azzago, Corrubio, Corso, Lugo, Romagnano, Rosaro, Stallavena